# Canthon honsi
Canthon honsi là một loài bọ cánh cứng trong họ Bọ hung (Scarabaeidae).